# Braskem
A Braskem é uma empresa petroquímica de atuação global nas indústrias da química e do plástico. Atualmente, detém a 18ª posição entre as 50 maiores empresas químicas e a nona posição entra as maiores petroquímicas do mundo e a liderança na produção de resinas termoplásticas e a líderança nas Américas — tendo atingido a marca de 15 milhões de toneladas em 2020 —, além de ser líder de mercado e pioneira na produção de biopolímero em escala industrial.
Têm ações negociadas na B3 (Brasil), Bolsa de Valores de Nova Iorque (EUA) e no Latibex, da Bolsa de Madri (Espanha). A empresa conta com quarenta unidades industriais, das quais vinte e oito em território brasileiro, nos estados de Alagoas, Bahia, Rio de Janeiro, Rio Grande do Sul e São Paulo. Foi removida do índice de sustentabilidade da B3 após a crise do iminente colapso de uma mina de sal-gema em Maceió.
Os principais produtos da Braskem são resinas polietileno (PE), polipropileno (PP), policloreto de vinila (PVC), eteno, propeno, butadieno, benzeno, tolueno, cloro, soda e solvente.
Sua atuação na extração de sal-gema é responsável pelo afundamento do solo de Maceió, capital do estado brasileiro de Alagoas, há anos; o fato obteve repercussão nacional em dezembro de 2023.

## História
Em 1979, a multinacional brasileira Odebrecht (atual Novonor), que atuava no segmento da construção civil, começou a atuar no setor petroquímico ao comprar de 33% da Companhia Petroquímica de Camaçari (CPC), produtora de PVC.
Em 1987, é criada a Odebrecht Química para administrar os investimentos do grupo no setor. Que tinha participações nas empresas Salgema, produtora de cloro soda; Poliolefinas, produtora de polietilenos; PPH, fabricante de polipropileno; e Unipar, holding de empresas petroquímicas.
Com o processo de privatização do setor petroquímico, a Odebrecht assume o controle de PPH e se torna uma das controladoras da Copesul (Central de Matérias-Primas do Polo Petroquímico do Rio Grande do Sul) em 1992.
Em 1995, é criada a OPP Petroquímica e adquirido o controle da Salgema, da CPC e de sua subsidiária Companhia Química do Recôncavo (CQR). No ano seguinte, é criada a Trikem, atuando de forma integrada à OPP Petroquímica, e a Odebrecht se associa ao Grupo Mariani para criar a Proppet.
Em 2001, a Odebrecht adquire o controle da Copene (Central Petroquímica de Camaçari) em parceria com o Grupo Mariani, e da Polialden.
Em 2002, a Braskem é criada a partir da integração das empresas Copene, OPP, Trikem, Proppet, Nitrocarbono e Polialden, se tornando a petroquímica líder na América Latina e tem suas ações listadas nas B3 e na NYSE. No ano seguinte, ingressa na Bolsa de Madri.
Em 2006, a Braskem adquiriu a Politeno. No ano seguinte, Petrobras, Grupo Ultra e Braskem fecham acordo para adquirir o Grupo Ipiranga.
Em 2010, a Quattor é adquirida pela Braskem.

## Atuação
A empresa conta com quarenta unidades industriais, das quais vinte e oito em território brasileiro, nos estados de Alagoas, Bahia, Rio de Janeiro, Rio Grande do Sul e São Paulo.
A expansão das operações para o exterior levou a Braskem a adquirir uma unidade industrial na Filadélfia nos Estados Unidos em 2010, a comprar fábricas da Dow Chemical na Alemanha e nos Estados Unidos em 2011 e a formação em 2012 da joint-venture Braskem-Idesa no México para a construção e operação de um complexo petroquímico.
Atualmente as unidades industriais no exterior estão distribuídas da seguinte forma: Seis nos Estados Unidos, duas na Alemanha e quatro no México, empregando cerca de oito mil trabalhadores em 11 países. A empresa também conta com 14 escritórios comerciais, 6 centros de inovação, além de clientes em mais de 71 países.

## Controvérsias

### Acordo de leniência
Em 2016, a Braskem celebrou Acordo de Leniência com autoridades do Brasil, EUA e Suíça, relacionado a fatos apurados envolvendo a companhia no âmbito das investigações da Operação Lava-Jato.

### Afundamento do solo de Maceió
Na tarde do dia 3 de março de 2018, após fortes chuvas no bairro do Pinheiro em Maceió, um tremor de terra de 2,5 na Escala Richter causou grandes rachaduras nos imóveis do bairro e causou grandes crateras no asfalto de várias ruas e começou a se expandir para outros bairros circunvizinhos.
Depois de muitos estudos, foi descoberto que a causa das rachaduras e do afundamento dos imóveis era a exploração de sal-gema do solo do Pinheiro. Com isso, em 2019, a Braskem anunciou o encerramento da exploração de sal-gema em Maceió. Também foi iniciada a desocupação dos imóveis que estavam em áreas com risco de desabamento nos bairros do Pinheiro, Mutange, Bebedouro e Bom Parto. Foi iniciada também o tamponamento dos 35 poços de extração de sal-gema.